# Ariete

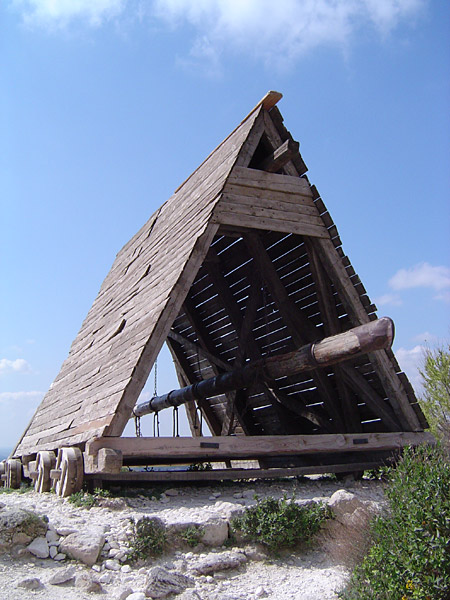
Réplica de ariete en el Castillo del Balzo, Francia.

Un ariete es un arma de asedio originada en épocas antiguas, usada para romper las puertas o las paredes fortificadas. En su forma más simple, un ariete es tan solo un tronco grande y pesado, cargado por varias personas e impulsado con fuerza contra un obstáculo. El ímpetu del ariete es suficiente para dañar el objetivo. Normalmente lleva incorporada al tronco la cabeza de un carnero para aprovechar su cornamenta enroscada en forma de círculo (ariete deriva del latín aries, carnero).
Los arietes demostraron ser armas de guerra eficaces porque en ese momento los materiales de construcción de muros, como la piedra y el ladrillo, eran débiles en tensión y, por lo tanto, propensos a agrietarse cuando se golpeaban con fuerza. Con golpes repetidos, las grietas crecerían constantemente hasta que se creara un agujero. Finalmente, aparecería una brecha en la estructura del muro, lo que permitiría a los atacantes armados abrirse paso a través de la brecha y enfrentarse a los habitantes de la ciudadela.
La introducción en la posterior Edad Media de los cañones de asedio, que aprovechaban el poder explosivo de la pólvora para propulsar piedras pesadas o bolas de hierro contra obstáculos fortificados, supuso el fin de los arietes y otras armas de asedio tradicionales. Los agentes del orden público y el personal militar todavía utilizan versiones más pequeñas y portátiles de arietes para abrir puertas cerradas.
Un ariete cubierto es un ariete que tiene un accesorio en la cabeza (generalmente hecho de hierro o acero y, a veces, en forma de juego de palabras con la cabeza y los cuernos de un carnero) para hacer más daño a un edificio. Era mucho más eficaz para destruir muros y edificios enemigos que un ariete destapado, pero era más pesado de transportar.

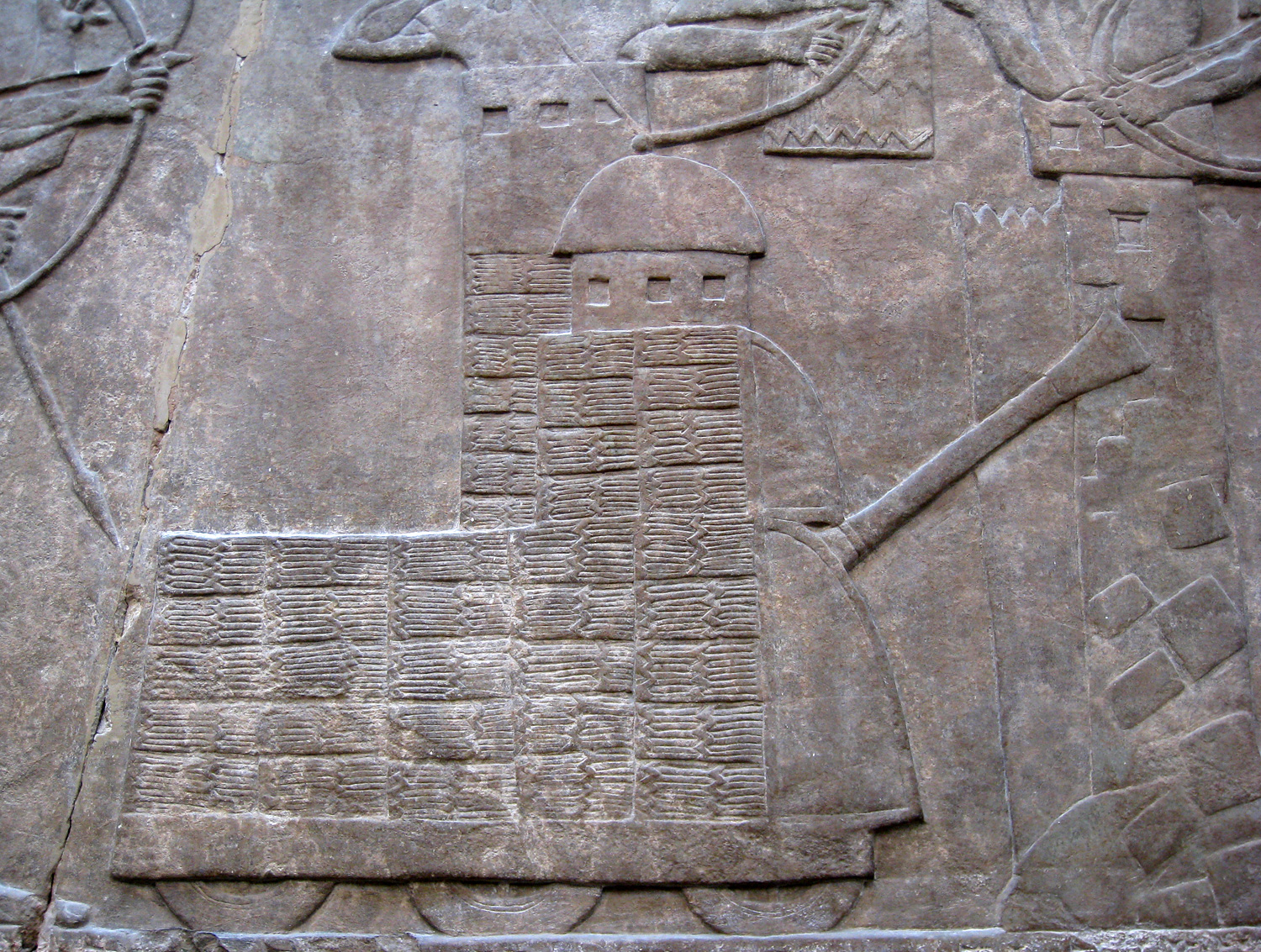
Friso mostrando un ariete asirio atacando una ciudad enemiga, de alrededor de 865–860 a. C. Procedente del Palacio Noroeste en Nimrud. En la actualidad en el Museo Británico.

## Clases
En los diseños más sofisticados, los arietes eran impulsados con una honda (arma) y soportados con cuerdas o con cadenas dentro de un marco rodante, de modo que podían ser mucho más grandes y también se podían pivotar más fácilmente en contra de su blanco. En algunas ocasiones, la punta del ariete iba reforzada con una cabeza de metal, y las partes vulnerables del ariete se reforzaban con bandas metálicas. Muchos arietes también contaban con cubiertas protectoras y paredes laterales reforzadas con cuero u otros materiales para prevenir que el ariete fuese atacado con fuego.
Algunos arietes no eran propulsados con cuerdas o cadenas, sino que en su lugar eran apoyados sobre vigas. Esto daba a los arietes un recorrido mucho mayor, de modo que pudieran alcanzar una mayor velocidad antes de golpear a su objetivo, y por lo tanto que fueran más destructivos. Este tipo de ariete fue usado por Alejandro Magno y descrito por el escritor Vitruvio.
En los castillos, los defensores procuraban prevenir los ataques de los arietes lanzando obstáculos frente a éstos, momentos antes de que golpearan la pared, usando cuerdas con ganchos para inmovilizar el tronco, incendiando al ariete o saliendo sorpresivamente para atacarlo.
Las variaciones del ariete incluyeron a la barrena, el ratón y el arpón de sitio. Estos eran más pequeños que un ariete y se podían utilizar en espacios más limitados.
Los arietes todavía se empleaban en la época moderna para diversas actividades, algunas veces montados sobre vehículos. Los equipos SWAT usan a menudo arietes metálicos de dos mangos para abrir las puertas trabadas.

## Diseño

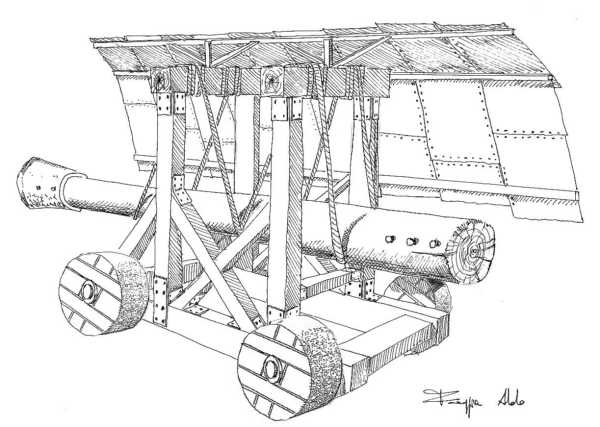
Reconstrucción de un ariete blindado

La representación más antigua de un posible ariete proviene de la tumba del noble Khety de la XI Dinastía, donde un par de soldados avanzan hacia una fortaleza bajo la protección de una estructura móvil con techo, llevando un largo palo que puede representar un simple ariete.
Durante la Edad del Hierro, en el antiguo Medio Oriente y el Mediterráneo, el tronco del ariete se colgaba de un marco con ruedas mediante cuerdas o cadenas para que pudiera hacerse más masivo y ser más fácil de golpear contra su objetivo. Con frecuencia, la punta del ariete se reforzaba con una cabeza o tapa de metal, mientras que las partes vulnerables del eje se unían con bandas metálicas de refuerzo. Vitruvio detalla en su texto De architectura que Ceras el Cartaginés fue el primero en hacer un carnero con una base de madera con ruedas y una superestructura de madera, con el carnero colgado dentro. Sin embargo, esta estructura se movía tan lentamente que la llamó testudo (que en latín significa "tortuga").
Otro tipo de ariete era el que mantenía la forma y estructura normales, pero las vigas de soporte estaban hechas de árboles jóvenes atados entre sí. Luego, el marco se cubrió con pieles como de costumbre para defenderse del fuego. La única viga sólida presente era el ariete que colgaba del marco. La estructura en sí era tan liviana que los hombres que transportaban el ariete podían llevarla sobre los hombros, y los mismos hombres podían golpear el ariete contra la pared cuando llegaban a ella.
Muchos arietes tenían techos y pantallas laterales de madera curvados o inclinados, cubiertos con materiales protectores, generalmente pieles frescas y húmedas. Estas marquesinas redujeron el riesgo de que el ariete fuera prendido fuego y protegieron a los operadores del ariete de las descargas de flechas y lanzas lanzadas desde arriba.
Una imagen de un ariete asirio muestra cuán sofisticadas se habían vuelto las prácticas de ataque y defensa en el siglo IX a. C. Los defensores de la muralla de la ciudad intentan prender fuego al ariete con antorchas y también le han puesto una cadena debajo. Los atacantes intentan tirar de la cadena para liberar al ariete, mientras que las mencionadas pieles mojadas en el dosel protegen contra las llamas.
Cuando los kushitas hicieron sus incursiones en Egipto, c. 715 a. C., los muros, las tácticas de asedio y el equipo habían sufrido muchos cambios. Los primeros refugios que protegían a los zapadores armados con postes que intentaban romper las murallas de ladrillos dieron paso a los arietes.
El primer uso confirmado de carneros en Occidente ocurrió entre 503 y 502 a. C. cuando Opiter Verginius se convirtió en cónsul de los romanos durante la lucha contra el pueblo aurunci:

Los siguientes cónsules, Opiter Virginius y Sp. Casio, primero intentaron tomar Pometia por asalto, y luego levantando arietes (vineae) y otras obras.
Livy, Ab urbe condita, Historia de Roma, Libro II, Capítulo 17

El segundo uso conocido fue en 427 a. C. cuando los Espartanos sitiaron Plataea. El primer uso de arietes en la cuenca mediterránea, presentando en este caso el empleo simultáneo de torres de asedio para proteger a los arietes del ataque, ocurrió en la isla de Sicilia en el 409 a. C., en el asedio de Selinus.
Los defensores que defendían castillos, fuertes o bastiones a veces intentaban frustrar los arietes arrojando obstáculos delante del ariete, como un gran saco de aserrín, justo antes de que la cabeza del ariete golpeara una pared o puerta, o usando ganchos para inmovilizar al ariete. registro de carnero. Alternativamente, se podía prender fuego al ariete, rociarlo con arena calentada por el fuego, golpearlo con rocas arrojadas desde las almenas o rodearlo con una rápida salida de tropas.
Algunos arietes no estaban colgados de cuerdas o cadenas, sino que estaban sostenidos por rodillos. Esto permitió que el ariete alcanzara una mayor velocidad antes de golpear su objetivo, haciéndolo más destructivo. Vitruvio describe un carnero así, tal como lo utilizó Alejandro Magno.
Las alternativas al ariete incluían el taladro, el ratón del zapador, el pico, el gancho de asedio y el ariete de caza. Estos dispositivos eran más pequeños que un ariete y podían usarse en espacios reducidos.

## Manejo

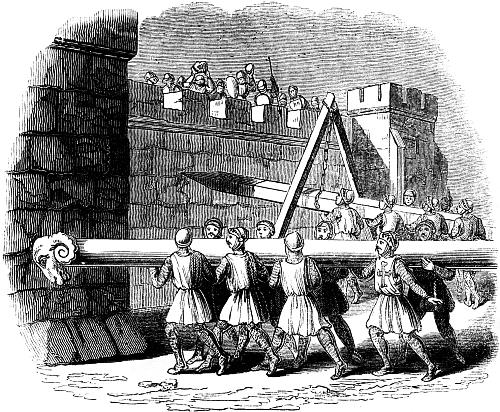
Ataque a los muros de una torre sitiada usando un ariete. 1845.Knight, Charles: "Old England: A Pictorial Museum"

Se necesitaban al menos diez soldados para mover un ariete de los de asedio. Para que el ariete pudiera alcanzar la base de las fortificaciones era imprescindible llenar primero las zanjas. Los romanos lo usaron en sus tácticas de batalla.
En los castillos, los defensores intentaban frustrar la acción de los arietes lanzando obstáculos delante de ellos, por ejemplo una gran bolsa de serrín, justo antes de que chocara contra una pared, o utilizando garfios para inmovilizar los troncos, prenderle fuego al ariete o hacer una salida para atacarlo directamente. Una estructura, una chicane o un puente levadizo también ayudaban a proteger las salidas.

## Canción infantil
Hay una leyenda popular en Gloucester, que la famosa canción infantil, Humpty Dumpty, se refería a un carnero utilizado durante el asedio de Gloucester en la Primera Revolución Inglesa. Sin embargo, la historia probablemente sea falsa: durante el asedio, que duró sólo un mes, no se utilizaron arietes, pero sí muchos cañones. La idea parece tener su origen en un engaño del profesor de historia David Daube, autor de un texto escrito para The Oxford Magazine en 1956, que tuvo mucho éxito a pesar de las evidentes inverosimilitudes (por ejemplo, planea cruzar el Severn conduciendo el ariete cuesta abajo a gran velocidad, a pesar de que el ancho del río es de aproximadamente 30 m en esta ubicación).

## Historia del ariete

### Antigüedad

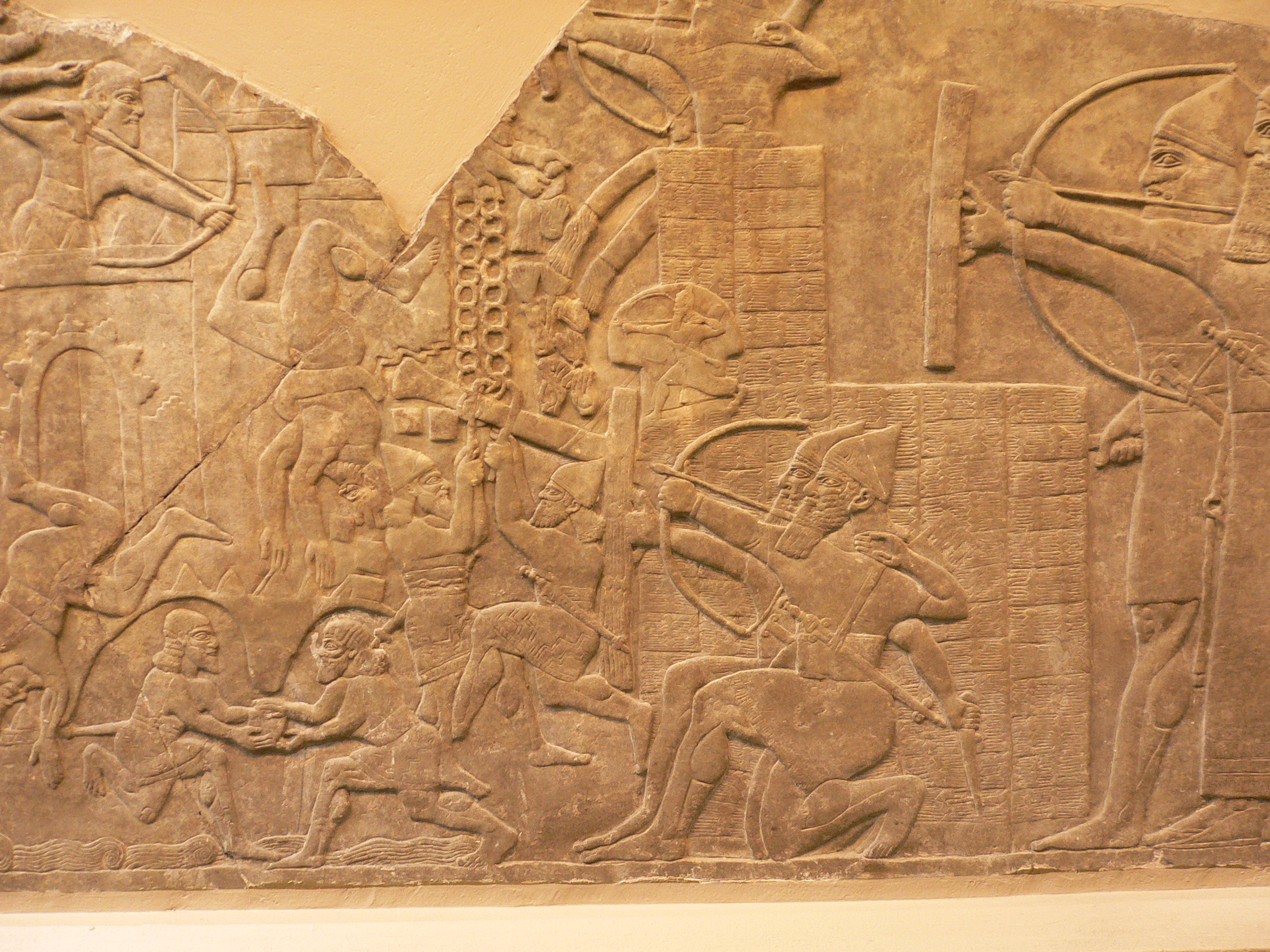
Ariete asirio.

El ariete cubierto, máquina desarrollada en el Oriente Próximo durante las campañas del segundo Imperio asirio, fue el sistema más empleado para batir los muros de una ciudad. Existían varios modelos, según muestran los relieves de los palacios de Tiglath-Pileser III en los que se representa un ariete de doble punta actuando bajo la protección de arqueros, y Senaquerib, en que un ariete móvil actúa contra torres y murallas.
Diodoro Sículo indica que el ariete fue empleado por primera vez en Grecia durante el asedio de Samos por los atenienses en el 440 a. C., siendo su inventor Artemón de Clazómenas, ingeniero al servicio de Pericles, aunque diversas fuentes describen para cronologías anteriores el empleo de armazones de madera para aproximarse a las fortificaciones, como en el sitio de Elis.
El ariete, protegido por un mantelete o una cubierta reforzada con pieles para aumentar su espesor o impedir la expansión de líquidos inflamables, y sobre el que se vertía agua para impedir la combustión, era una estructura de balancín, dotada o no de ruedas, que podía golpear repetidamente un punto del muro hasta conseguir romper su estabilidad.
El ejército cartaginés empleó profusamente los arietes contra Sagunto consiguiendo, según los escritores clásicos derribar buena parte de los muros ya desde los primeros momentos del asedio, sin conseguir, no obstante, que estos éxitos se viesen coronados por la conquista de la ciudad.
Al mismo tiempo que los cartagineses introducían el ariete en el Mediterráneo central, se desarrollaron las técnicas para dificultar su empleo y la expugnación de los muros por hundimiento.
Eneas el Táctico describe diversos sistemas destinados a impedir que los arietes golpeen contra los muros, procedimientos que no son, sin embargo, originarios de Grecia, puesto que ya están representados en los relieves de la ciudad asiria de Nimrud correspondientes al reinado de Senaquerib (883-859 a. C.).
Estas técnicas no aparecen reflejadas en las fuentes clásicas relativas a la península ibérica, aunque sí que están las medidas que deben tomarse para paliar el hundimiento de una parte de las fortificaciones. Por ello, y dado que ambas son complementarias, puede afirmarse también que serían conocidas por los guerreros iberos las formas de enfrentarse a los arietes desde lo alto de las murallas.
En el momento en que una sección del muro era derribada, la acumulación de material de construcción que ocupaba el lugar continuaba sirviendo como base para la defensa de la ciudad, aunque el mejor sistema para restañar los daños causados por los arietes o la zapa era la construcción de un nuevo muro en el interior de la plaza asediada que sustituyera al anterior. Esta solución es la adoptada por los defensores de Sagunto cuando las armas de asedio o máquinas púnicas consiguen romper el perímetro defensivo de la ciudad, restañando así los daños y prolongando la resistencia. La aplicación de los preceptos de Eneas el Táctico sobre la construcción de muros interiores tiene un excelente ejemplo en el asedio de Platea por los lacedemonios.

### Uso moderno

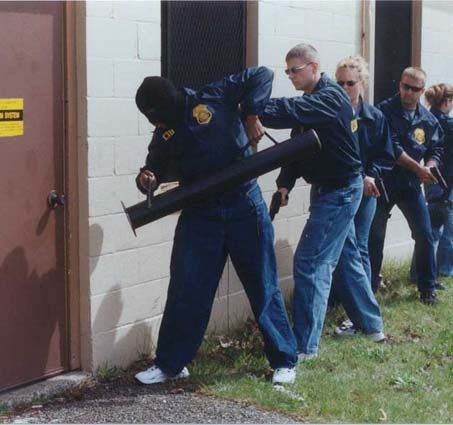
Un ariete moderno

Los arietes todavía tienen un uso en los tiempos modernos. Las fuerzas policiales a menudo emplean arietes metálicos pequeños, de uno o dos hombres, conocidos como ejecutores, para forzar la apertura de portales cerrados o efectuar una entrada forzada. Los arietes modernos a veces incorporan un cilindro neumático y un pistón impulsados por aire comprimido, que se activan al golpear un objeto duro y mejoran significativamente el impulso del impacto. La legalidad del uso de arietes en el contexto de una orden de allanamiento puede estar sujeta a revisión judicial.
Por extensión, un ariete se utiliza generalmente para indicar un objeto alargado que tiene la finalidad de golpear y dañar un objetivo luego de ser empujado con fuerza contra él. Un ariete de este tipo es, por ejemplo, el que se utiliza para las pruebas de choque.

## Usos históricos del ariete
- El sitio de Alesia
- La destrucción de Jerusalén
- Uso durante las Cruzadas
- La caída de Roma
- El sitio de Constantinopla

Un mito popular en Gloucester sostiene que la famosa rima de niños, Humpty Dumpty, trata sobre un ariete usado en el sitio de Gloucester en 1643, durante la guerra civil inglesa. Sin embargo, esta historia es falsa; durante el sitio que duró solamente un mes, no se utilizó ningún ariete, aunque se usaron algunos cañones. La idea parece haberse originado en un ensayo de historia del profesor David Daube, escrito para la Oxford Magazine en 1956, y este fue creído por los lectores a pesar de las obvias improbabilidades (por ejemplo, el plan para cruzar el río Severn lanzando el ariete colina abajo con gran velocidad, aun cuando el río tiene cerca de 30 m (100 pies) de ancho en este punto).

## Galería

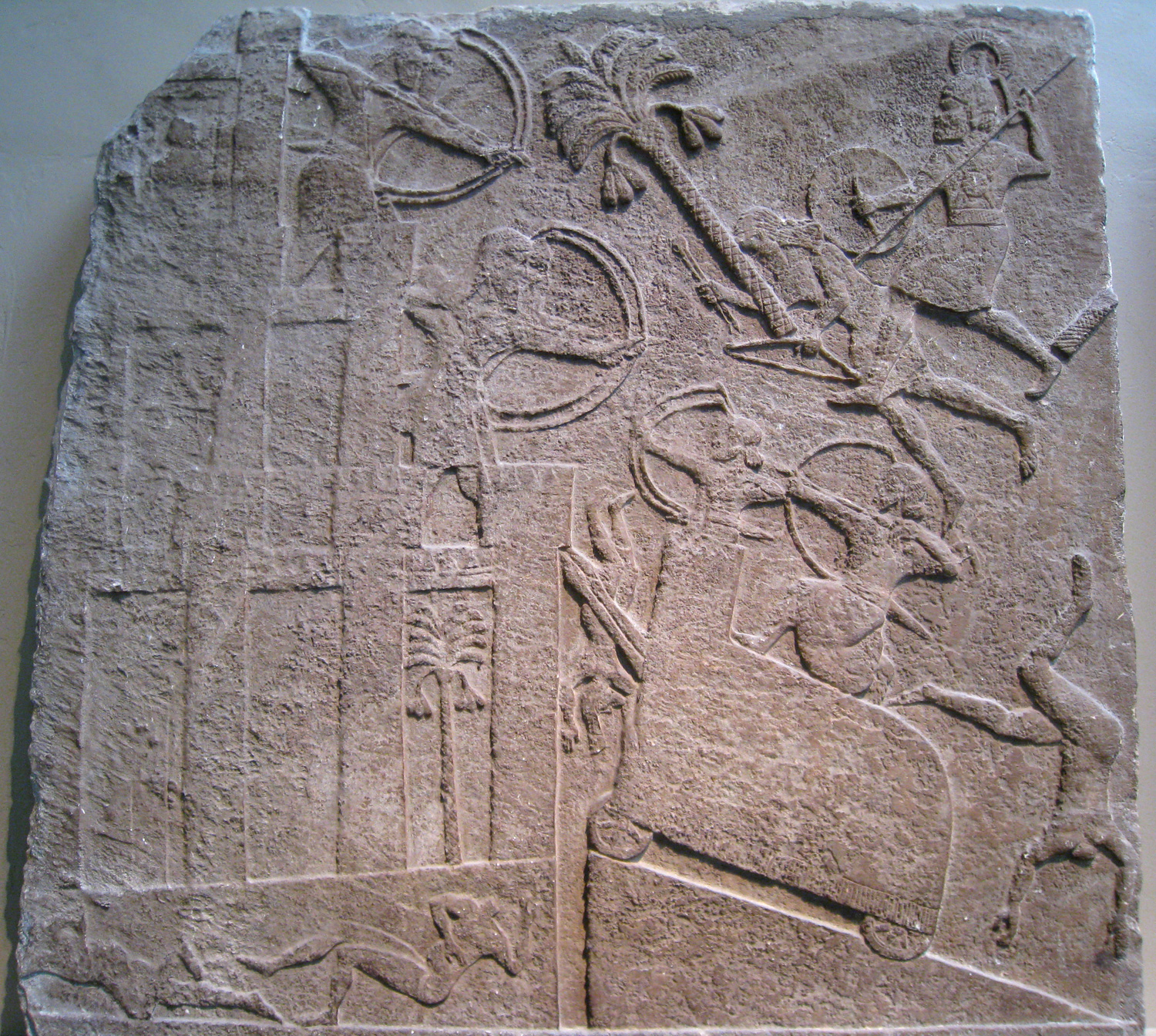
Bajorrelieve Asiria
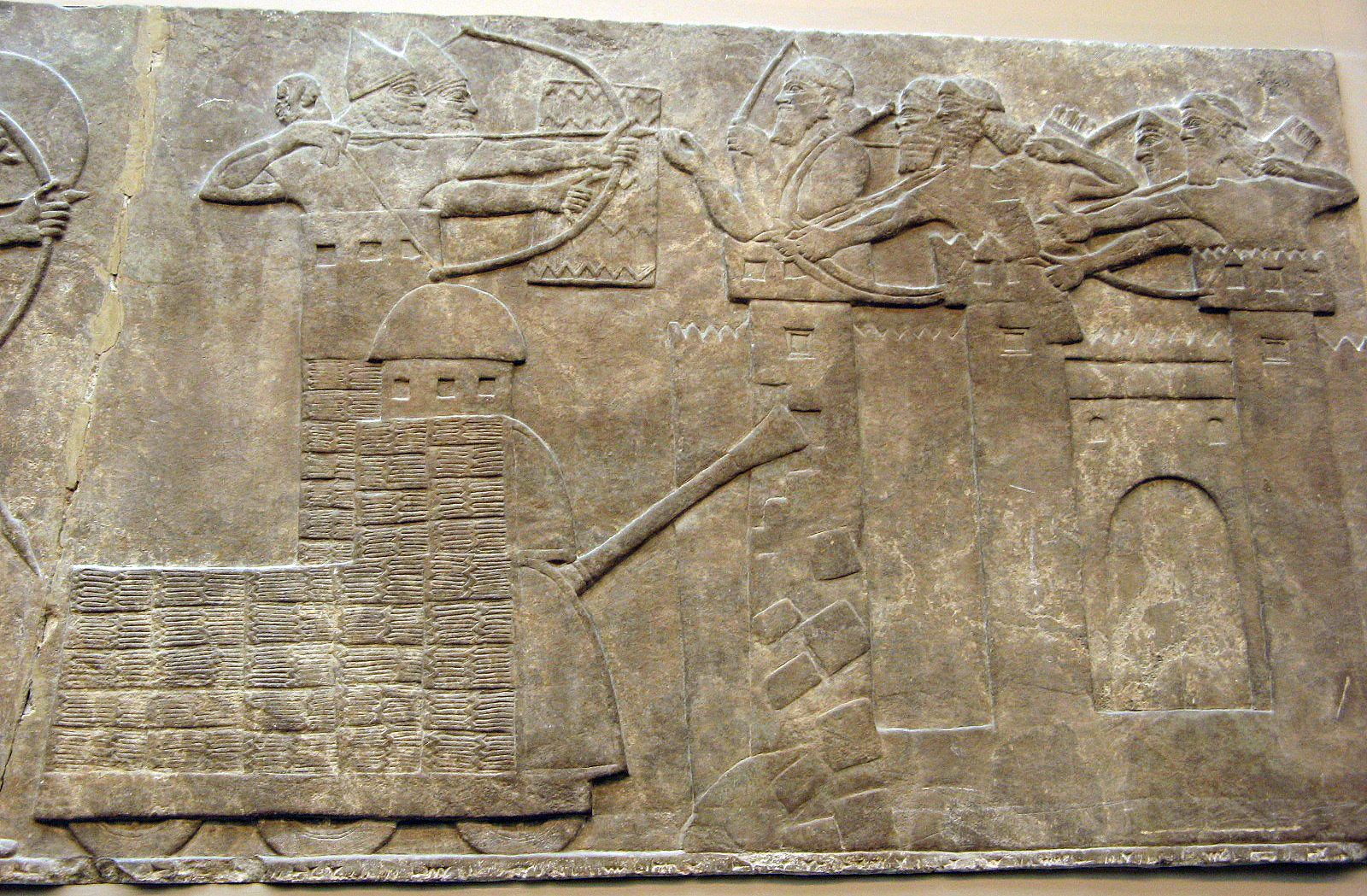
Bajorrelieve Asirio
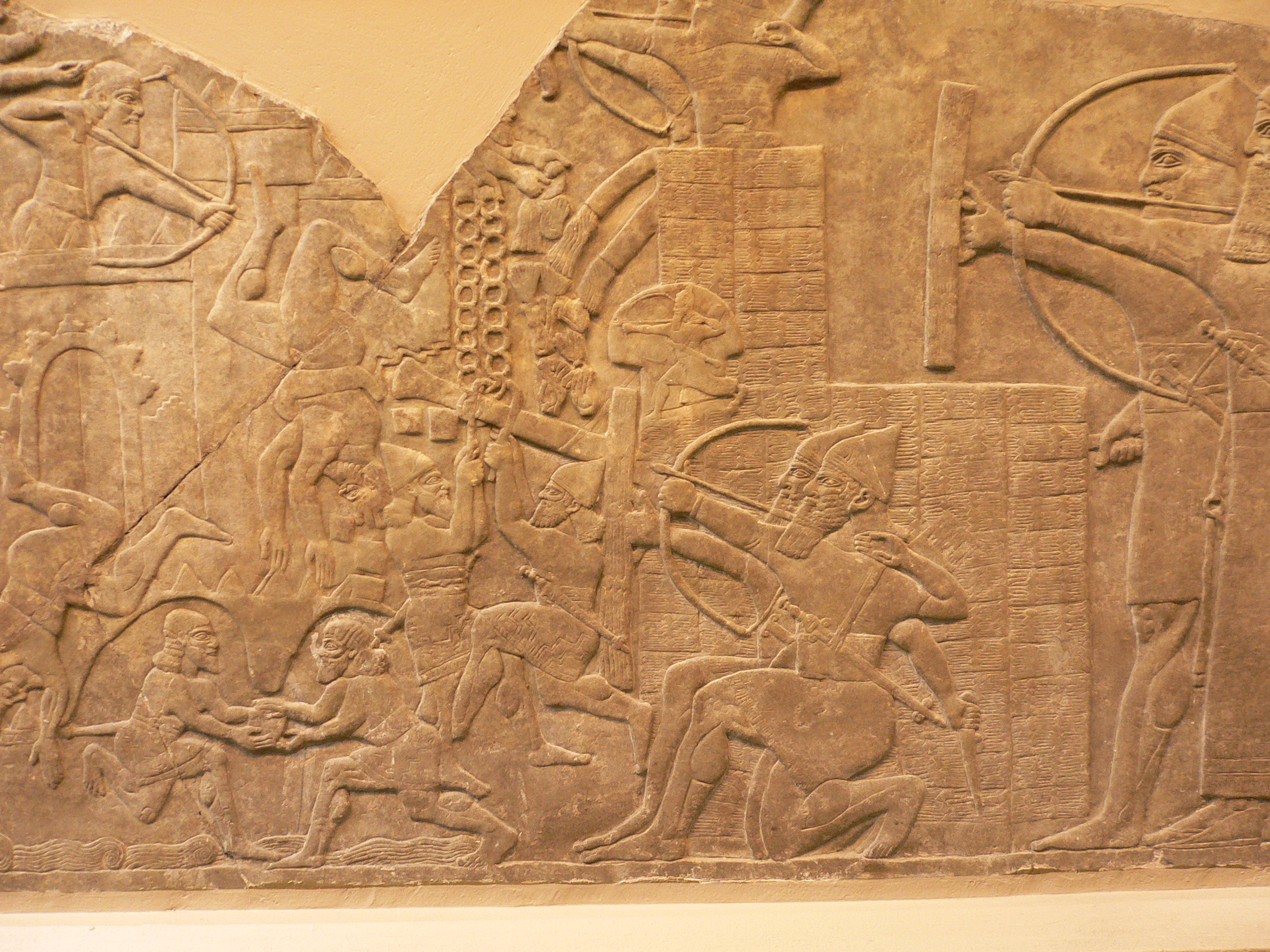
Bajorrelieve Asirio
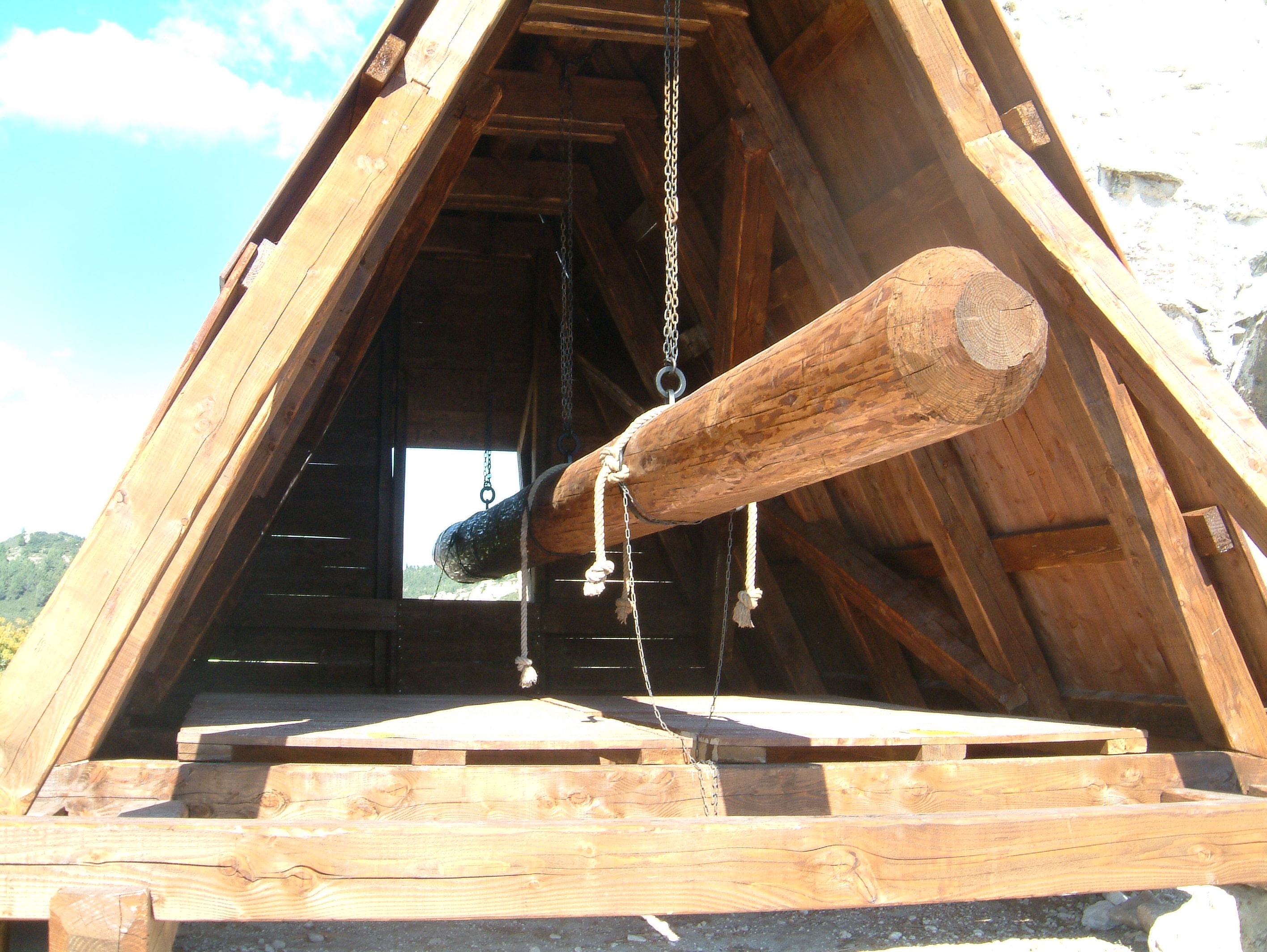
Reconsrucción Château des Baux
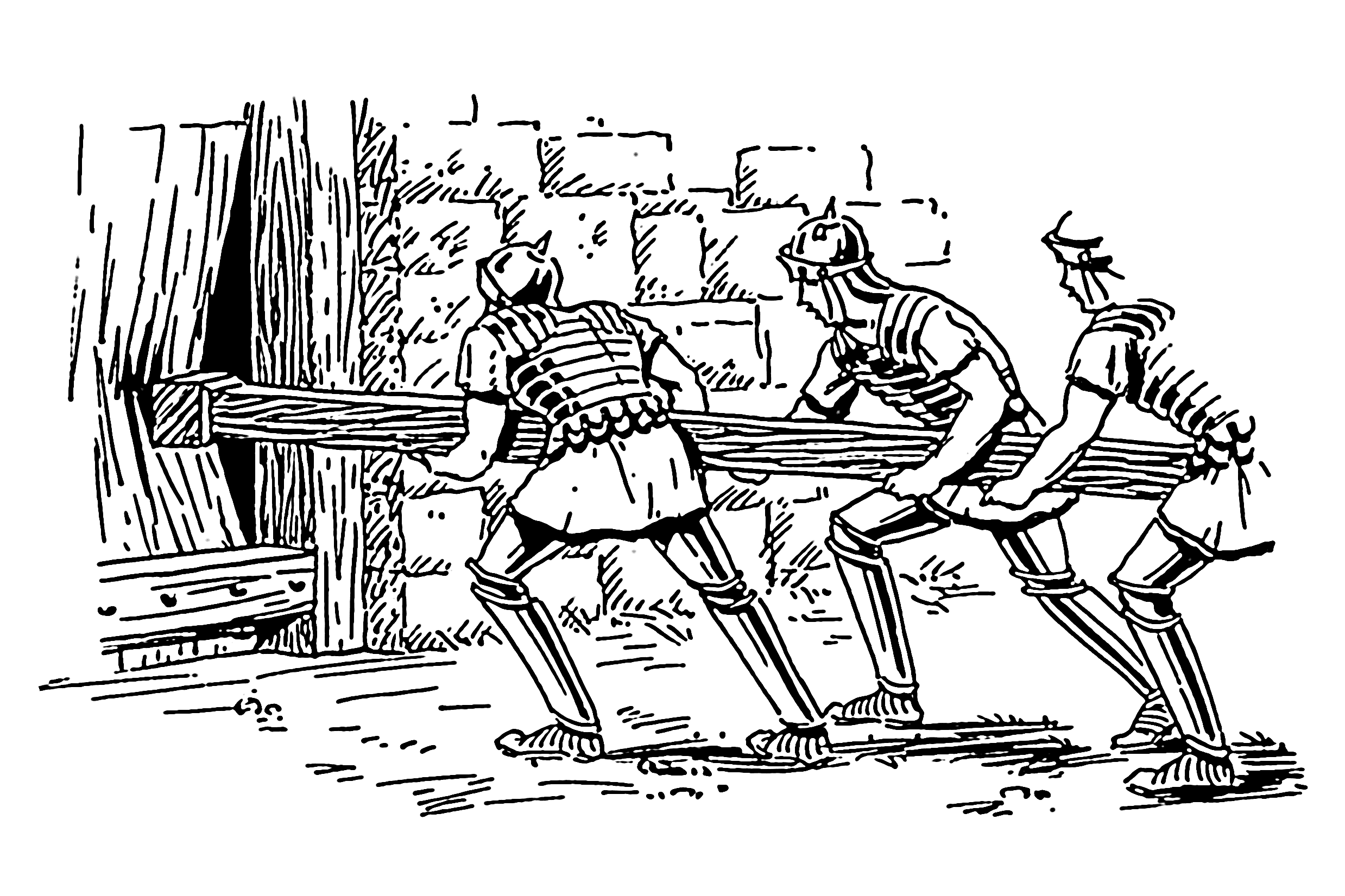
Bélier romano
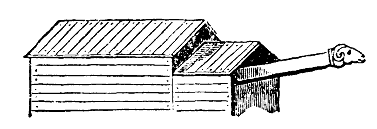
Ariete vikingo
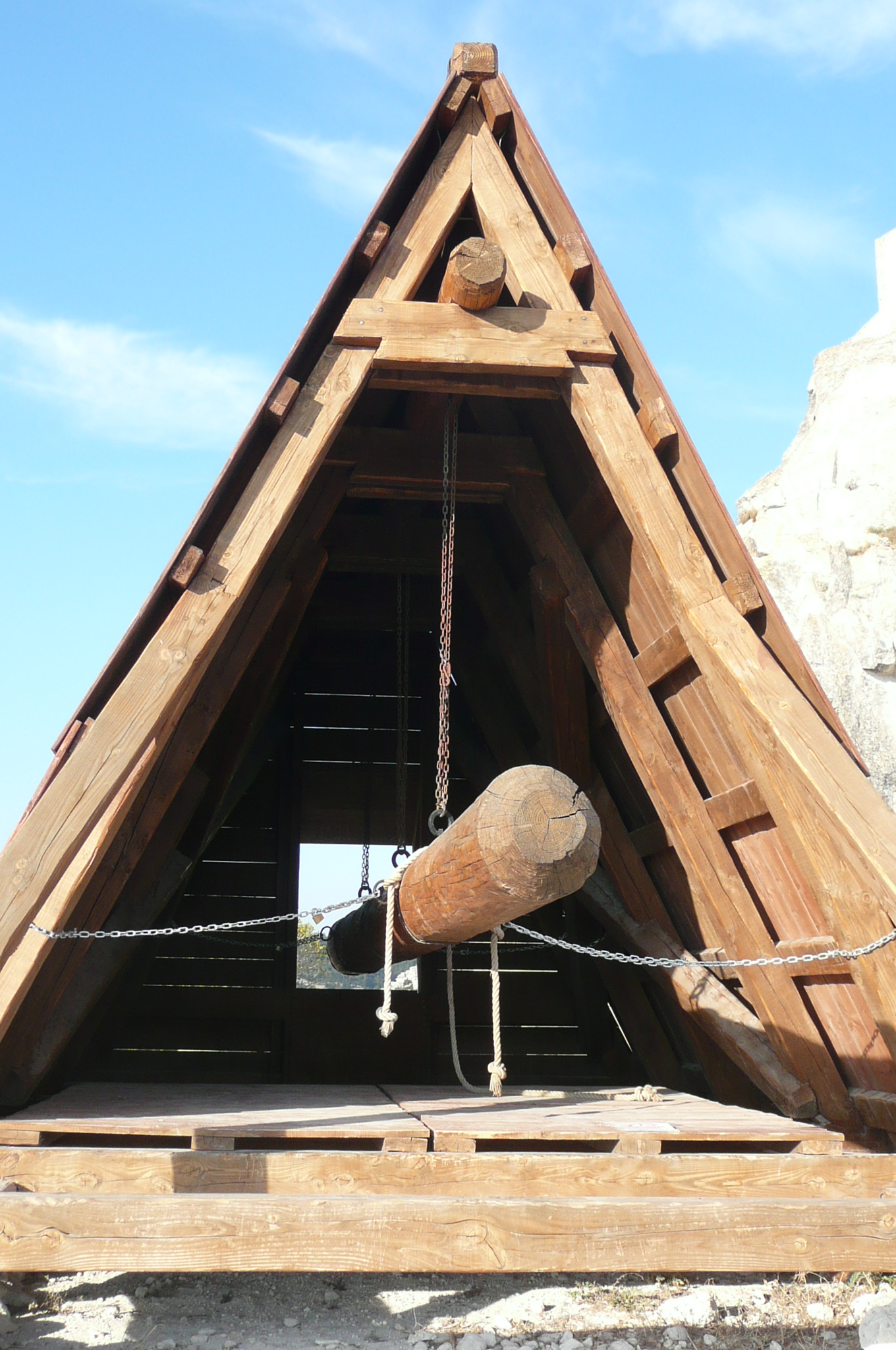
Reconstrucción Château des Baux